# هاينكل هي 277
هينيكل هي 277 عبارة عن تصميم قاذفة ثقيلة طويلة المدى بأربعة محركات كنسخة مشتقة من هاينكل هي 177، مخصصة للإنتاج والاستخدام من قبل لوفتفافه الألمانية خلال الحرب العالمية الثانية. كان الاختلاف الرئيسي في محركاتها. استخدمت هي 177 محركين من «نظام الطاقة» دايملر-بينز دي بي 606، يتألف كل منهما من محركي دايملر-بنز دي بي 601 مدمجين، ويزن كل منهما 1.5 طن.
لم يتم إنتاج التصميم أبدًا ولم يتم الانتهاء من نموذج هيكل الطائرة. أدت الحالة المتدهورة لصناعة الطيران الألمانية في وقت متأخر من الحرب والمنافسة من تصميمات القاذفات بعيدة المدى من شركات أخرى، إلى إلغاء التصميم. على الرغم من أنه لم يكن مخصصًا لها في البداية، ويرجع ذلك جزئيًا إلى الإطار الزمني في ربيع عام 1942 الذي طلبت فيه زارة طيران الرايخ (RLM) مكانه النهائي، أصبح تصميم طائرة هي 277 هو مدخل شركة هينيكل في النطاق المهم عبر المحيطات في مسابقة أمريكا بومبر، تكافح للتنافس ضد تصميمات أخرى من الشركات المنافسة في المنافسة على قاذفة قنابل عابرة للمحيطات لسلاح الجو النازي لوفتفافه.

## الجدل «هي 177بي» مقابل هي 277
لسنوات عديدة بعد الحرب، ذكر عدد كبير من كتب تاريخ الطيران التي تناولت تطورات الطيران العسكري الألماني في أواخر الحرب العالمية الثانية باستمرار أن مارشال الرايخ هيرمان غورينغ، في وقت مبكر من الحرب العالمية الثانية، أصبح محبطًا للغاية بسبب مشاكل محركات 177A المستمر، التي تسببت بها المحركات المزدوجة DB 606 "" التي تم اختيارها لتصميم هي 177A في سنوات ما قبل الحرب. 

### قائمة المراجع
- Green, William. Warplanes of the Third Reich. London: Macdonald and Jane's Publishers Ltd., 1970 (4th Impression 1979). (ردمك 0-356-02382-6).
- Griehl, Manfred and Dressel, Joachim. Heinkel He 177-277-274, Airlife Publishing, Shrewsbury, England 1998. (ردمك 1-85310-364-0). (Primary reference for article)
- Gunston, Bill & Wood, Tony. Hitler's Luftwaffe. London: Salamander Books Ltd., 1977. (ردمك 0-86101-005-1).
- Wagner, Ray and Nowarra, Heinz. German Combat Planes: A Comprehensive Survey and History of the Development of German Military Aircraft from 1914 to 1945. New York: Doubleday, 1971.

## روابط خارجية
- http://www.century-of-flight.net/Aviation٪20history/photo_albums/timeline/ww2/Heinkel٪20He٪20277.htm (يحتوي على عناصر من الجدل المذكور في بداية هذه المقالة)